# Decipher, Inc.
Decipher, Inc. es una empresa de juegos estadounidense con base en Norfolk (Virginia). Empezaron con tres puzles llamados Decipher y tras ello se dedicaron a publicar juegos de sociedad y conjuntos de Pente, pero desde 1994 producen juegos de cartas coleccionables y rol. Su producto de trayectoria más prolongada es la serie de misterio How to Host a Murder. Sus trabajos más populares incluyen, además de varios juegos de cartas, los juegos de rol de mesa Star Trek Roleplaying Game y El Señor de los Anillos, el juego de rol, publicados ambos en 2002.

## Historia
Decipher fue fundada por Warren Holland en 1983 como empresa de producción de juegos. Su primer proyecto fue el lanzamiento de la exitosa línea de juegos de sociedad titulada How to Host a Murder (‘cómo cometer un crimen’). Poco tiempo después, compró la licencia del Pente a Parker Brothers, y empezó a producirlo también, haciéndose un hueco en el mercado de juegos.

### La explosión de los juegos de cartas coleccionables (1993-1996)
Diez años más tarde estaba formándose un nuevo mercado de juegos con la introducción de los juegos de cartas coleccionables. Viendo las oportunidades de ese mercado, los diseñadores de juegos Tom Braunlich y Rollie Tesh (ambos campeones del mundo de Pente) crearon los rudimentos de un juego de cartas que se pudiera desarrollar basado en una franquicia cualquiera, y en noviembre de 1993 abordaron a Decipher con su idea. Al mes siguiente, Decipher adquirió de Paramount la licencia para crear un juego de cartas coleccionables basado en Star Trek: The Next Generation. En agosto de 1994, el nuevo juego fue mostrado por primera vez en el Gen Con, y en noviembre fue lanzado de forma oficial.
Tras el rápido éxito de Star Trek: The Next Generation Collectible Card Game, Decipher buscó otra franquicia popular en la que basar otro juego. Y de esa manera al año siguiente, en diciembre de 1995, tras adquirir los derechos de Star Wars a LucasFilm, Decipher lanzó Star Wars Customizable Card Game. Ambos juegos se hicieron muy populares y fueron listados entre los cinco juegos de cartas coleccionables de mayor venta durante la mayor parte de su tiempo de producción (Star Wars a menudo en segundo lugar, solo por detrás de Magic: The Gathering). A pesar de que el plan inicial era producir el juego de Star Trek: The New Generation solo durante tres años, en noviembre de 1996 Decipher anunció que por el éxito del juego habían negociado un nuevo acuerdo con la Paramount para continar fabricándolo durante más tiempo, y para ampliar el acuerdo de licencia para incluir no solo Star Trek: The New Generation, si no también el resto de las series y películas de Star Trek (incluyendo Star Trek: The Original Series, Star Trek: Deep Space Nine, y todas las películas de Star Trek).

### Años indecisos (1997-2001)
En 1997, con el lanzamiento de la nueva película de Star Wars, Decipher tomó la decisión de expandir su mercado a una generación más joven. Otros juegos como Pokémon lograban llevar niños más pequeños al mundo de los juegos de cartas, pero la práctica de los dos juegos de Decipher parecían requerir demasiada reflexión y planificación para que un niño pequeño los comprendiera y disfrutara. Así que, en respuesta,  Decipher creó el juego Young Jedi Collectible Card Game para llegar a esa audiencia. Este juego solo usaba imágenes de las nuevas películas, mientras el Star Wars CCG original continuó usando solo imágenes de la trilogía original hasta 2001. En 2001, Decipher intentó capitalizar su éxito con los juegos de Star Wars creando un tercero titulado Jedi Knights Trading Card Game. Este juego se distinguía de los anteriores porque las imágenes de las cartas estaban completamente generadas por computadora, lo que les permitía crear escenas no vistas en las películas, o nuevos ángulos de las escenas conocidas.
En 1999 Decipher realizó un intento de fusionar sus éxitos precedentes creando un juego de cartas franquiciado diseñado para el público de los juegos de sociedad. Adquirieron la licencia de la película Austin Powers: The Spy Who Shagged Me y crearon el juego Austin Powers Collectible Card Game. Sin embargo, como la compañía ya era conocida más por sus juegos de cartas que por los de sociedad, el juego fue visto como un pobre intento de juego de cartas y fracasó, pues la producción fue paralizada justo tras el lanzamiento inicial.
También en 2001, Decipher amplió su cartera de licencias adquiriendo la de la serie de películas de El Señor de los Anillos producidas por New Line Cinema, y cuya primera entrega se iba a estrenar ese año. Esta adquisición cobró más importancia a finales de año, cuando se anunció que Decipher había perdido la licencia de Star Wars, por lo que debió cerrar la producción de los tres juegos basados en esa franquicia.
Tras la pérdida por Decipher de los derechos de franquicia de Star Wars en 2001, empleados de Decipher y voluntarios del juego de cartas crearon un nuevo ente llamado «Star Wars Customizable Card Game Players Committee» (o SWCCGPC, ‘comité de jugadores del juego de cartas coleccionables de Star Wars’). Decipher donó más de un millón de dólares en productos, materiales promocionales y respaldo financiero a ese comité de jugadores para que continuase dando apoyo al juego y organizando torneos de manera indefinida. Desde 2002, el comité de jugadores ha creado varios juegos de cartas virtuales para el juego.

### Introducción en el mercado de los juegos de rol (2002-2004)
Decipher decidió más cambios en su mercado objetivo en 2002, esta vez expandiéndolo hacia los juegos de rol. Decipher adquirió la mayor parte del estudio de juegos de Last Unicorn Games, y amplió las licencias que ya tenía para crear sus juegos de rol de Star Trek y El Señor de los Anillos, usando el nuevo Sistema CODA que habían desarrollado. También relanzaron Star Trek CCG con una segunda edición, basada en las mismas reglas de juego que hicieron tan popular a la primera, pero limitando su número para que fuera un juego más fácil de aprender para los nuevos jugadores.
Al año siguiente, 2003, Decipher hizo otro intento de abordar el mercado de los jugadores más jóvenes de juegos de cartas coleccionables, ahora dominado por Yu-Gi-Oh. Adquirieron las licencias para nuevos juegos basados en las populares series .hack y Beyblade. Aunque el juego Beyblade Trading Card Game tuvo una vida breve; el otro, .hack//ENEMY Trading Card Game tuvo buena recepción y duró varias temporadas.
En 2004 produjeron otro juego infantil franquiciado, esta vez basado en la serie Mega Man NT Warrior. También crearon su primer juego de cartas coleccionables no franquiciado, titulado WARS Trading Card Game, que utilizaba la misma base de reglas que habían hecho tan popular a su Star Wars CCG original. En colaboración con el escritor de ciencia ficción Michael A. Stackpole, Decipher ha creado numerosos eBook en PDF de ficción para el universo de WARS. Estos textos han sido escritos por Chuck Kallenbach y el propio Stackpole. Los PDF aún se pueden encontrar en el sitio web de Decipher, bajo el epígrafe «WARS».

### Dificultades: crisis, cancelaciones y desfalco (2005-)
2005 fue un año duro para la compañía: en plena ola de éxito de los dibujos de .hack y Mega Man, se vio forzada a cancelar ambas líneas de productos. El juego de WARS no logró la audiencia que esperaban, porque le faltaba el «reconocimiento de marca» del que disfrutaban el resto de sus juegos, por lo que fue puesto en espera de manera indefinida. Tras un breve intento de revivirlas en forma digital, también cancelaron sus líneas de juegos de rol. Uniendo al declive generalizado de la industria del juego ciertos gastos millonarios que produjo a la compañía el desfalco de Eddleman, la empresa padeció significativas pérdidas financieras que forzaron el despido de, al menos, cuarenta de sus trabajadores.
En marzo de 2009 se publicó que el cuñado de Holland, Rick Eddleman, había sido hallado culpable de desfalcar más de millón y medio de dólares de Decipher, Inc. desde 2000. Eddleman tenía acceso a las finanzas de Decipher desde 1993 y utilizó su posición para extenderse cheques a sí mismo y para utilizar las tarjetas de crédito de la empresa para su uso personal. Las pérdidas contribuyeron a la decisión de la compañía de despedir más de 90 empleados.
Eddleman afrontó una pena máxima de doce años de cárcel, uno por cada cargo de desfalco, y una demanda civil de Decipher por 8,9 millones de dólares. El 27 de julio de 2009, fue sentenciado a seis años y cinco meses de cárcel.
Durante los dos años siguientes al desfalco, Decipher se centró en sus dos franquicias restantes, Star Trek y El Señor de los Anillos. Sin embargo, en 2007, cuando expiró su acuerdo de licencia, la compañía se vio obligada a publicar la expansión final del juego de El Señor de los Anillos, Age's End (‘el fin de la edad’). El 12 de diciembre de 2007 Decipher publicó una nota de prensa en la que anunciaba también el final de la línea de productos basados en Star Trek con la siguiente expansión del juego, titulada What You Leave Behind (‘lo que dejas atrás’).
Durante las vacaciones de 2007, Decipher sustituyó la portada tradicional de su web por un avance que prometía que «una revolución para los jugadores llega en 2008». El 30 de marzo de 2008 Decipher empezó a reclutar «miembros fundadores» para su nueva serie de juegos, titulada Fight Klub Trading Card Game. Fight Klub fue diseñado para constituir un nuevo estilo de juego de cartas coleccionables, empleando un modelo de venta nuevo y único. Fue lanzado en febrero de 2009, y está ambientado en luchas entre personajes typically macho (sic) de varias franquicias cinematográficas, como Rambo, el Sr. Rubio de Reservoir Dogs o Chuck Norris.

## Juegos

### Juegos de cartas
- Star Trek Customizable Card Game (1994–2007);[1]
- Star Trek Online Customizable Card Game;[16]
- Tribbles Customizable Card Game;[17]
- Star Wars Customizable Card Game (1995–2001);
- Young Jedi Collectible Card Game (1999–2001);[18]
- Austin Powers Collectible Card Game (1999);
- Jedi Knights Trading Card Game (2001);[19]
- El Señor de los Anillos: juego de cartas coleccionables (2001–2007;[1][20] ganador del premio Origins de 2001 al mejor juego de cartas coleccionables);[21]
- .hack//ENEMY Trading Card Game (2003–2005; ganador del premio Origins de 2003 al mejor juego de cartas coleccionables);[22]
- Beyblade Trading Card Game (2003);
- MegaMan NT Warrior Trading Card Game (2004–2005);
- WARS Trading Card Game (2004–2005);
- Fight Klub Trading Card Game (2008);
- Boy Crazy.

### Juegos de rol
- Star Trek Roleplaying Game (2002–2003, 2005)
- Lord of the Rings Roleplaying Game (2002–2003, 2005; ganador del premio Origins de 2002 al mejor juego de rol).[23]